# 加藤美優
加藤 美優（かとう みゆ、1999年4月14日 - ）は、日本の女子卓球選手。東京都武蔵野市出身。
Tリーグは2022年4月まで日本ペイントマレッツ所属、最終学歴は中央高等学院。右利き。血液型はA型。段級位は4段。

## 経歴
父が卓球選手。卓球との出会いは温泉卓球。6歳で本格的に卓球を始める。練習場所は吉祥寺の祖父母のガレージ。幼少期は美鷹クラブ、T.O.M卓球倶楽部、TKOクラブで腕を磨いた。
卓球を始めてから11ヶ月（7歳=小1）で出場した平成18年度全日本選手権大会（バンビの部=小2以下）でベスト8となり、その大会のベスト16で加藤と対戦した相手が平野美宇選手（年長）（平野卓研=当時）であった。また同ベスト8で対戦した相手は浜本由惟（小2）（すみよし長居TC=当時）で、浜本はこの大会で優勝した。また同大会で同じくベスト8と成った伊藤美誠（年長）（豊田町卓球スポーツ少年団）など、平成21、22、23年度全日本卓球選手権（一般・ジュニアの部）等で大活躍している小学生たちの原点がここにある。なお加藤の他に１学年下の伊藤、平野美宇、早田ひなの3人を加えた世代は黄金世代と言われている。
2008年及び2009年の全国ホープス卓球大会では当時在籍していた卓球の名門美鷹クラブで優勝した。
2011年4月に出場したITTFジュニアサーキットグアム大会のカデット（15歳以下）シングルスとジュニアダブルスで優勝した。
2012年1月の全日本卓球選手権大会女子シングルスでベスト32（5回戦）まで勝ち上がった。小学生で5回戦というこの記録は福原愛以来で、小学生での4勝は福原の3勝を抜く史上最年少記録を抜く快挙であった。
2012年4月から日本オリンピック連盟が運営するJOCエリートアカデミーの所属となり、親元を離れナショナルトレーニングセンターで、仲間と共同生活をする事となった。
2012年9月の世界ジュニア代表選考会で優勝し、日本人として史上最年少出場（中1）と成ったがその後に発表された代表推薦枠で伊藤（小6）が最年少出場となった。
2013年1月の全日本卓球選手権大会女子シングルスで初のランキング16入りをした。中学1年生でのランク入りは2003年での福原以来の事であった。
2014年1月の全日本卓球選手権女子シングルスで2年連続のランキング16入りを果たした。ジュニア女子では決勝戦で平野との中学生対決（同門エリートアカデミー対決）を制し初優勝を果たす。なお中学生の全日本ジュニア優勝は福原、石川に次ぐ5人目であった。
2015-16シーズンよりドイツ卓球ブンデスリーガのベルリン・イーストサイドに加入。8月、リオデジャネイロオリンピックの閉会式の五輪旗の引き継ぎ式の映像パートに起用される、11月には世界ジュニア卓球選手権のメンバーに選出された、団体では出場にあまり恵まれなかったが、シングルスでは女子メンバー最高位4位（銅メダル）を獲得、ダブルスは早田ひなとのペアで準優勝。12月25日、2017年の世界選手権デュッセルドルフ大会の日本代表選考会で優勝し、女子代表に内定した。
2017年4月1日より日本ペイントと契約を発表、6月の第54回世界卓球選手権個人戦では1回戦、2回戦と順調に勝ち進み3回戦は梁夏銀にフルゲームの末に勝利、4回戦では前回大会の銅メダリストの木子に敗れベスト16に終わった、11月には世界ジュニア卓球選手権のメンバーに選出され女子チームの最年長としてキャプテン、エースと団体では準優勝、シングルスは前回大会と同じ4位（銅メダル）を獲得、ダブルスでも長﨑美柚とのペアでも4位（銅メダル）を獲得した。
2019年3月、2019年の世界選手権ブダペスト大会の日本代表最終選考会では準決勝で優勝候補であった早田ひなをゲームカウント3-3の5-10から逆転で勝利し決勝でも森さくらに4-1で勝利し優勝し、女子代表に内定した。4月その2019年の世界選手権ブダペスト大会では4回戦では鄭怡静に勝利、準々決勝では劉詩雯に1-4で敗れベスト8に終わった。7月のT2ダイヤモンドマレーシア大会では1回戦で伊藤美誠、2回戦では世界ランキング1位の陳夢を破る金星を挙げた
その後準決勝では朱雨玲、3位決定戦では丁寧に敗れたものの日本選手最高4位の入賞を果たした。
2020年、ITTFファイナルズで世界ランキング1位の陳夢相手に2-4で惜敗するも善戦するという結果を残し、コロナ禍の中で行われたTリーグでは、シングルス13勝をあげ、後期MVPに輝いた。
2021年6月、アジア選手権ドーハ大会日本代表選考合宿準々決勝で早田ひな（日本生命）と激戦を繰り広げるも、1-3で惜敗した。
2024年1月、全日本選手権の出場を辞退し、休養のため当面の間競技活動を休止する。
2025年3月、2025年度の日本肢体不自由者卓球協会のナショナルチームのコーチに就任。

## 来歴
- 2006年 4月 武蔵野市立第四小学校 入学
- 2010年 4月 所属を美鷹クラブからT.K.Oクラブに移籍
- 2012年 4月 東京都北区立稲付中学校 入学 同時にJOCエリートアカデミー所属
- 2015年 3月 東京都北区立稲付中学校 卒業
- 2017年 4月 日本ペイントと契約[3][4]

## プレースタイル
憧れの選手はヤン＝オベ・ワルドナー、ヨルゲン・パーソンで父がよく映像を見ていたから一緒になって見るようになりファンになった。
攻守に安定感のあるオールラウンドプレーヤー、特に手首の柔らかさを生かしたバックハンド の強打の威力がある。
またチキータに逆回転をかけたオリジナルのサーブレシーブの「ミュータ」がある。またサーブではしゃがみ込みサーブを得意とする。

## 主な戦績
2006年
- 7月 全日本卓球選手権大会（バンビの部）：ベスト8（小1の時）

2007年
- 7月 全日本卓球選手権大会（バンビの部）：準優勝（小2の時）
- 8月 全国ホープス卓球大会（団体戦）：ベスト16（美鷹クラブ）

2008年
- 7月 全日本卓球選手権大会（カブの部）：優勝（小3の時）
- 8月 全国ホープス卓球大会（団体戦）：優勝（美鷹クラブ）
- 11月 全日本卓球選手権大会（カデットの部）：13歳以下シングルスベスト32、ダブルスベスト32

2009年
- 3月 全国ホープス選抜卓球大会：3位（東京選抜チーム）
- 7月 全日本卓球選手権大会（カブの部）：準優勝（小4の時）
- 8月 全国ホープス卓球大会（団体戦）：優勝（美鷹クラブ）
- 11月 全日本卓球選手権大会（カデットの部）：13歳以下シングルスベスト16、ダブルスベスト16

2010年
- 1月 東京卓球選手権（カデットの部）：女子シングルスベスト16
- 1月 全日本卓球選手権大会（一般・ジュニアの部）：ジュニア女子2回戦（小4の時）
- 3月 全国ホープス選抜卓球大会：準優勝（東京選抜チーム）
- 7月 全日本卓球選手権大会（ホープスの部）：優勝（小5の時）
- 8月 ITTFジュニアサーキット（香港大会）：カデット女子団体3位（浜本由惟 馬場麻裕、加藤美優）
- 10月 2010世界ジュニア選手権代表選手選考会：初出場 国内18歳以下24人の総当たり戦 7勝16敗【20位】
- 11月 全日本卓球選手権大会（カデットの部）：13歳以下シングルス3位

2011年
- 1月 全日本卓球選手権大会（一般・ジュニアの部）：女子シングルス2回戦、ジュニア女子2回戦（小5の時）
- 4月 ITTFジュニアサーキット（グアム大会）：カデットシングルス優勝、ジュニアダブルス優勝
- 6月 2011アジア卓球選手権代表選手選考会：初出場 第1st=3勝2敗 3、4位リーグ=2勝6敗【30人中19位】
- 7月 全日本卓球選手権大会（ホープスの部）：優勝〔2連覇〕（小6の時）
- 8月 第20回東アジアホープス卓球大会：団体優勝（日本A 加藤、平野、伊藤、合田、三村）
- 8月 ITTFジュニアサーキット（韓国大会）：カデットダブルス準優勝
- 9月 ITTFジュニアサーキット（チャイニーズタイペイ大会）：カデット団体優勝（加藤、平野、伊藤）
- 9月 2011世界ジュニア選手権代表選手選考会：国内18歳以下の22人総当たり戦 9勝12敗【17位】

2012年
- 1月 全日本卓球選手権大会（一般・ジュニアの部）：女子シングルス5回戦（ベスト32）〔4勝＝史上最年少記録更新〕（小6の時）
- 9月 ITTFジュニアサーキット（韓国大会）：ジュニア女子団体優勝（石川、浜本、加藤）、カデットシングルス準優勝
- 9月 ITTFジュニアサーキット（チャイニーズタイペイ大会）：ジュニア女子団体準優勝（加藤。森田。浜本）、カデットシングルス準優勝
- 9月 2012世界ジュニア選手権代表選手選考会：国内18歳以下の14人総当たり戦 10勝3敗【1位】=優勝
- 11月 全日本卓球選手権大会（カデットの部）：女子13歳以下シングルス優勝
- 12月 世界ジュニア選手権：団体準優勝（谷岡、前田、伊藤、加藤）、ダブルスベスト8、シングルスベスト16
- 12月 2013年世界選手権&2013アジア選手権女子代表選考会：1st=4勝1敗 1、2位グループ=4勝7敗【36人中10位】

2013年
- 1月 全日本卓球選手権大会（一般・ジュニアの部）：女子シングルス6回戦（12位）〔中1でのランク16入りは福原愛以来〕
- 5月 ITTFジュニアサーキット（ポーランド大会）：ジュニア女子シングルス優勝、ジュニア女子団体優勝（浜本、加藤、平野）、カデットシングルス優勝
- 6月 ITTFワールドツアー・中国オープン：U-21女子シングルス準優勝
- 8月 ITTFジュニアサーキット（韓国大会）：ジュニア女子団体優勝（浜本、加藤、平野）、ジュニア女子シングルス準優勝
- 9月 第19回アジアジュニア卓球選手権：女子ジュニア団体準優勝（松平、前田、佐藤瞳、加藤）、女子ダブルス準優勝（佐藤瞳ペア）
- 10月 全日本卓球選手権大会（団体の部）：準優勝（浜本、加藤、平野、伊藤）
- 11月 全日本卓球選手権大会（カデットの部）：女子14歳以下シングルス優勝
- 12月 2014年世界選手権（団体）東京大会女子代表選考会：1st=5勝2敗 1.2位グループ=7勝2敗【40人中3位】

2014年
- 1月 全日本卓球選手権大会（一般・ジュニアの部）：女子シングルス6回戦（10位）〔2年連続ランク16入り〕、ジュニア女子初優勝
- 5月 ITTFワールドツアー・オーストラリアオープン：U-21女子シングルス準優勝
- 6月 第17回アジア競技大会女子日本代表候補選手選考会：1st=5勝0敗 決勝TM2位【32人中2位】
- 6月 前期日本卓球リーグ：2部優勝（エリートアカデミー 加藤美、森田、石川、加藤結）
- 8月 第2回ユースオリンピック競技大会「卓球競技」 シングルス4位、団体準優勝（村松雄斗、加藤美優）
- 9月 第20回アジアジュニア卓球選手権大会：女子ジュニア団体準優勝（加藤、佐藤、前田、森）
- 12月 フィンランドオープン2014：女子シングルス優勝

2015年
- 1月 全日本卓球選手権大会（一般・ジュニアの部）：女子シングルス6回戦（12位）

2016年
- 1月 全日本卓球選手権大会（一般・ジュニアの部）：女子シングルス5回戦（ベスト32）
- 1月 ITTFワールドツアー・ハンガリーオープン：U-21女子シングルス優勝
- 4月 ITTFワールドツアー・ポーランドオープン：U-21女子シングルス優勝
- 6月 ITTFワールドツアー・オーストラリアオープン：U-21女子シングルス優勝
- 8月 ITTFワールドツアー ブルガリアオープン：女子ダブルス優勝（森薗美咲ペア）
- 9月 2016世界ジュニア選手権代表選手選考会：第1ステージ9勝0敗、第2ステージ8勝1敗【2位通過】
- 12月 世界ジュニア卓球選手権：女子団体（伊藤、平野、早田、加藤）、優勝、シングルスベスト4、ダブルス準優勝（早田ひなペア）
- 12月 2017年世界選手権デュッセルドルフ大会日本代表選考会：女子シングルス優勝

2017年
- 1月 全日本卓球選手権大会（一般・ジュニアの部）：女子シングルス5回戦（ベスト32）
- 3月 ITTFチャレンジシリーズ・ベラルーシオープン：女子ダブルス優勝（森薗美咲ペア）
- 4月 第23回アジア卓球選手権（団体）準優勝（平野、伊藤、早田、佐藤、加藤）
- 6月 第54回世界卓球選手権個人戦：女子シングルス4回戦（ベスト16）
- 10月 ITTFチャレンジシリーズ・ポーランドオープン：女子ダブルス準優勝（前田美優ペア）
- 12月 世界ジュニア卓球選手権：女子団体（加藤、木原美悠、長﨑美柚、木村光歩）、準優勝、シングルスベスト4、ダブルスベスト4（長﨑美柚ペア）

2018年
- 4月 ITTFチャレンジシリーズ・スロベニアオープン：女子シングルス優勝
- 10月 2019年の世界選手権ブダペスト大会：第1次選考会Bグループ7勝2敗2位通過

2019年
- 3月 LIONカップ 第23回ジャパントップ12卓球大会（兼 2019年世界卓球選手権日本代表選考会）、優勝
- 3月 ITTFチャレンジシリーズ・スペインオープン：シングルス優勝
- 5月 ITTFチャレンジシリーズ・クロアチアオープン：シングルス準優勝
- 9月 第24回アジア卓球選手権（団体）準優勝（石川、平野、佐藤、芝田、加藤）

2020年
- 2月 ITTFチャレンジシリーズ・ポルトガルオープン：シングルス準優勝
- 5月 ITTFチャレンジシリーズ・オマーンオープン：シングルス準優勝

## 世界ランキング
|        | 1月 | 2月 | 3月 | 4月 | 5月 | 6月 | 7月 | 8月 | 9月 | 10月 | 11月 | 12月 |
| ------ | --- | --- | --- | --- | --- | --- | --- | --- | --- | ---- | ---- | ---- |
| 2010年 |     |     |     |     |     |     |     |     | 826 | 809  | 801  | 811  |
| 2011年 | 806 | 807 | 812 | 799 | 461 | 465 | 448 | 427 | 392 | 339  | 340  | 329  |
| 2012年 | 328 | 335 | 338 | 358 | 369 | 370 | 355 | 355 | 260 | 240  | 233  | 211  |
| 2013年 | 169 | 168 | 145 | 145 | 122 | 129 | 79  | 80  | 72  | 73   | 77   | 75   |
| 2014年 | 87  | 82  | 71  | 75  | 78  | 67  | 60  | 61  | 64  | 62   | 65   | 59   |
| 2015年 | 58  | 57  | 59  | 58  | 55  | 58  | 63  | 66  | 70  | 69   | 60   | 49   |
| 2016年 | 53  | 52  | 54  | 62  | 32  | 29  | 38  | 36  | 46  | 46   | 47   | 37   |
| 2017年 | 32  | 34  | 32  | 34  | 32  | 25  | 31  | 30  | 20  | 21   | 17   | 18   |
| 2018年 | 13  | 15  | 17  | 19  | 20  | 20  | 18  | 18  | 24  | 25   | 20   | 22   |
| 2019年 | 23  | 22  | 20  | 22  | 22  | 20  | 22  | 26  | 25  | 24   | 21   | 23   |
| 2020年 | 22  |     |     |     |     |     |     |     |     |      |      |      |

## Tリーグの成績
| 年      | 所属チーム           | 背番号 | 種目     | 試合数 | 勝利 | 敗戦 | 種目     | 試合数 | 勝利 | 敗戦 |
| ------- | -------------------- | ------ | -------- | ------ | ---- | ---- | -------- | ------ | ---- | ---- |
| 2018-19 | 日本ペイントマレッツ | #1     | シングル | 12     | 7    | 5    | ダブルス | 4      | 0    | 4    |
| 2019-20 | 日本ペイントマレッツ | #1     | シングル | 15     | 8    | 7    | ダブルス | 0      | 0    | 0    |
| 2020-21 | 日本ペイントマレッツ | #1     | シングル | 21     | 17   | 4    | ダブルス | 0      | 0    | 0    |
| 2021-22 | 日本ペイントマレッツ | #1     | シングル | 11     | 7    | 4    | ダブルス | 0      | 0    | 0    |
| 2022-23 | 九州アスティーダ     | #1     | シングル | 21     | 13   | 8    | ダブルス | 0      | 0    | 0    |

## 受賞
- 平成24年度後期日本卓球リーグ1部 ファインプレー賞
- 平成26年度前期日本卓球リーグ2部 最高殊勲選手賞
- 上月スポーツ賞 2017
- Tリーグ2020-21シーズン後期MVP

## テレビ番組
- 日本テレビ クリスポ！（2010年12月11日、日本テレビ）[11]
- みのもんたの朝ズバッ！（2012年3月26日、TBS）[12]
- SPORTS X（スポーツクロス）「金メダル育成機関“JOCエリートアカデミー”〜後編〜 日本女子卓球界 期待の星　加藤美優（14歳）の挑戦に迫る！」（2014年3月9日、BS朝日）[13]
- みらいのつくりかた（2017年5月18日、テレビ東京）[14]
- ビートたけしのスポーツ大将（2018年2月4日、テレビ朝日）[15]
- ビートたけしのスポーツ大将 一流アスリート＆次世代アスリート大集結SP！！（2018年3月11日、テレビ朝日）[16]
- SPORTS X（スポーツクロス）（2019年6月28日、BS朝日）[17]